# Illinois Jacquet
Illinois Jacquet (Broussard, 1922. október 31. – Queens, 2004. július 22.) amerikai tenorszaxofonos.

## Pályafutása
Jean-Batiptiste „Illinois” Jacquet Louisiana államban született. Anyja sziú indián volt, apja pedig francia-kreol. Zenélt, miként öt testvére közül többen is.
Jacquet már nagyon korán a dzsessz legnagyobbjaival jött össze. Az első időben Lionel Hampton big bandjének tagja volt. A Flying Home című szám (1942) szaxofonszólója a szakemberek szerint első rhythm and blues darab volt.
Lionel Hampton zenekara után Cab Calloway és Count Basie együtteseivel muzsikált. Az ötvenes években részt vett a Jazz at the Philharmonic (JATP 1944–1983) sorozatban, amelyen az idők folyamán szinte mindenki előfordult.
Több mint 300 lemezét rögzítették. Mások mellett játszott Nat King Cole, Dizzy Gillespie, Charlie Parker, Gene Krupa, Miles Davis, Ella Fitzgerald koncertjein és lemezein is. A legjobb kiadókkal dolgozott: RCA, a Verve, az Epic és Atlantic. Filmjei közül az 1944-es Jammin the Blues Oscar-díjra jelölésig jutott, szerepelt a Stormy Weather című filmben, amiben Lena Horne volt a sztár.
Saját együttese az Illinois Jacquet Big Band volt. 1981-től velük lépett fel. Jimmy Carter, Ronald Reagan és Bill Clinton Fehér Házi koncertjein is játszott. Clinton beiktatásán pedig játszott az új elnökkel is.

## Lemezválogatás
- 2004: Collates
- 2004: Jacquet’s Street
- 2003: Live at Schaffhausen: March 1978
- 2002: The Man I Love
- 1999: Birthday Party
- 1996: Big Horn
- 1994: His All Star New York Band
- 1994: Jazz at the Philharmonic: First Concert
- 1988: Jacquet’s Got It!
- 1980: JSP Jazz Sessions, Vol. 1: New York
- 1978: God Bless My Solo
- 1976: On Jacquet’s Street
- 1973: The Man I Love (Black&Blue)
- 1973: Blues from Louisiana
- 1971: The Comeback
- 1971: Genius at Work
- 1969: The Blues: That’s Me!
- 1969: The Soul Explosion
- 1968: Illinois Jacquet on Prestige! Bottoms up
- 1968: The King
- 1968: Bottoms Up
- 1968: How High the Moon
- 1966: Go Power
- 1966: Illinois Flies Again

## Filmek
- Illinois Jacquet az IMDb-n

## Díjak
- 1988: Grammy-díj jelölés: Jacquet's Got It! (album)
- 2004: The Juilliard School of Music: tiszteletbeli doktor